# Дони Андрийевци
Дони Андрийевци (на хърватски: Donji Andrijevci) е село и община в Бродско-посавска жупания, Хърватия. Общината включва четири населени места: Дони Андрйевци, Ново Тополе, Среданци и Старо Тополе.
Според преброяването от 2011 г. има 3709 жители, 97,6% от които хървати.